# Luis Bambarén
Luis Armando Bambarén Gastelumendi (Yungay, 14 de enero de 1928-Lima, 19 de marzo de 2021) fue un obispo jesuita peruano. Obispo emérito de Chimbote y presidente de la Conferencia Episcopal Peruana.

## Primeros años
Nació el 14 de enero de 1928 en la ciudad ancashina de Yungay, en el seno de un hogar profundamente católico conformado por sus padres Alfredo y Luisa. Fue el quinto de ocho hermanos, dos de las cuales también fueron religiosas. Realizó sus estudios primarios en su ciudad natal, y los secundarios en el Colegio de la Inmaculada en Lima.
Inició su vida religiosa en el noviciado jesuita el 20 de abril de 1944, siguiendo estudios de letras hasta partir a España en 1949 para estudiar filosofía. Luego ejerció el magisterio en Lima desde 1952 hasta 1955, prosiguiendo estudios en la Facultad de teología de Granada en España.

## Sacerdocio
Se ordena sacerdote de la Iglesia católica en la ciudad de Madrid el 15 de julio de 1958, y su primera misa coincidió con la fiesta de la Virgen del Carmen, el 16 de julio del mismo año. Culminada su formación sacerdotal en México y Colombia entre 1959 y 1961. A su regreso al Perú ejerció su docencia, siendo subdirector del Colegio de la Inmaculada de Lima entre los años 1961 hasta 1964, luego fue nombrado rector del Colegio San Ignacio de Loyola de Piura en 1965, donde funda el Instituto de Mecánica Agrícola e Industria Loyola.

## Obispado
El 1 de enero de 1968, recibe la consagración episcopal como obispo titular de Sertei y obispo auxiliar de Lima de manos del entonces cardenal Juan Landázuri Ricketts en la parroquia San Martín de Porres. Se entrega de forma inmediata a la defensa de la gente de escasos recursos, y a la zona donde viven las denominó Pueblo Joven. Para 1970 con motivo del terremoto que destruyó gran parte del departamento de Ancash el 31 de mayo, fue nombrado miembro del comité de reconstrucción y rehabilitación de las zonas afectadas. En mayo de 1971, defendió con denuedo el derecho a la vivienda de miles de ocupantes de terrenos en Pamplona, en Lima, que luego de sostener un enfrentamiento con la Guardia Civil y Policía el 4 de mayo, fueron reubicados en desiertos de arena en el sur de la ciudad el día 16 de mayo, dando nacimiento al actual Distrito de Villa El Salvador; el apoyo de monseñor Bambarén a esos pobladores originó su arresto, del cual se rectificó públicamente el jefe de la junta militar de gobierno, General Juan Velasco Alvarado, ante la protesta ciudadana, procediendo a destituir del cargo al entonces Ministro del Interior, Gral. Armando Artola Azcárate. Además, se le reconoce con el sobrenombre de «Obispo de los pueblos jóvenes».
Nombrado obispo de Chimbote el 8 de junio de 1978, asumió el cargo el 25 de julio del mismo año. Ejerció este obispado hasta el año 2003, año que cumplió los 75 años, en que se jubiló. Durante ese periodo recibió amenazas por parte de Sendero Luminoso. Ante una inminente crisis institucional, aconsejó al presidente Alejandro Toledo para que reconociera a su hija Saraí, habida en una dama piurana.
Presentó para su beatificación a los mártires polacos asesinados por Sendero Luminoso: Miguel Tomaszeck, Zbigniew Strzalkowski, sacerdotes de la Provincia de Cracovia, y Alejandro Dordi, sacerdote del clero diocesano de Bérgamo, conocidos como los "Mártires de Chimbote".

## Conferencia Episcopal Peruana
Entre 1996 y 1997 fue Secretario de la Conferencia Episcopal Peruana y también Presidente de la Comisión de Comunicación Social del Episcopado (Conamcos). En febrero de 1998 fue elegido Presidente, reemplazando a monseñor Augusto Vargas Alzamora y reelecto el año 2000.

## Fallecimiento
Falleció el 19 de marzo de 2021 en la ciudad de Lima a los 93 años de edad por causa del COVID-19. Su cuerpo fue llevado a Chimbote, siendo enterrado en la cripta de su catedral.
| Predecesor: Carlos Burke Prelado de Chimbote | Obispo de Chimbote 1983 - 2003                             | Sucesor: Ángel Simón Piorno Obispo de Chimbote |
| Predecesor: Augusto Vargas Alzamora          | Presidente de la Conferencia Episcopal Peruana 1999 - 2002 | Sucesor: Hugo Garaycoa                         |